# A Pontenova
A Pontenova és un municipi de la província de Lugo a Galícia. Pertany a la comarca d'A Mariña Oriental.

## Geografia
A través d'aquest municipi transcorre el riu Eo en la zona mitjana alta del seu recorregut, és per aquesta raó per la qual es poden veure belles valls i paisatges muntanyencs. El clima és de transició entre el propi de la costa i el de l'interior de la província de Lugo.
Limita al nord amb el municipi de Trabada, al sud amb A Fonsagrada i Ribeira de Piquín, a l'est amb el Principat d'Astúries i a l'oest amb Riotorto. Per a arribar a A Pontenova s'ha de prendre la carretera N-640 que es dirigeix des de la ciutat de Lugo a la vila asturiana d'A Veiga.

### Parròquies
- Bogo (San Pedro)
- Conforto (Santa María)
- A Pontenova (Sagrado Corazón)
- Rececende (San Xoán)
- Santo Estevo de Rececende (Santo Estevo)
- Vilaboa (San Xulián)
- Vilameá (San Vicente)
- Vilaoudriz (Santiago)
- Vilaouruz (San Martín)
- Vilarmide (O Salvador)
- Xudán (Santa María Madanela)

## Història
A Pontenova està situada en la històrica "Terra de Miranda", camí i pas cap al mar de Ribadeo i Astúries, A Pontenova va ser solar de nobles famílies. Sense cap dubte, "A Pontenova", al·ludeix a l'existència, en temps remots d'un pont més antic, que hagi creuat la llera del seu riu, com via d'accés a l'altra riba on ja s'explotaven jaciments miners des d'èpoques antiquíssimes. Existeixen proves arqueològiques que certifiquen que aquestes terres estaven poblades en les albors de l'Edat de Pedra, moment que l'home vivia del riu i dels boscos. Més tard, van aparèixer els primers castros.
És ben segur que els romans també van explotar aquests paratges i les seves riqueses, encara que no existeixen molts vestigis que ho corroborin. No obstant això, sembla probable que el traçat de la Carretera Nacional Lugo-Astúries, discorri sobre l'antiga calçada construïda per ells i, que més tard serviria de via de penetració a sueus i àrabs. Durant l'edat mitjana, tota la comarca va estar dominada pel monacat, que colonitzà i va repoblar les terres abandonades pels sarraïns. Prova d'això són els abundants temples i construccions religioses que es conserven d'aquesta època, el màxim exponent de la qual és el Monestir de Meira, construït en el segle xii per l'orde del Cister. La titularitat laica també va tenir possessions dintre del terme municipal. Senyoriu laic i eclesiàstic es repartien la possessió de les terres de Pontenova, encara que va ser l'Església qui va arribar un patrimoni colossal, davant el devessall de donacions que rebia tant de la reialesa com del poble pla, per a remissió dels seus pecats.
A partir del segle xii comença a aparèixer en la documentació referències sobre la "Vila de Goyos" entre les propietats del Monestir de Meira, antecedent de l'actual A Pontenova. Declinat el poder de l'Església, les terres d'aquesta comarca van pertànyer a diverses cases nobles com els Marró de Cela, els Osorio, els Losada i els Miranda. En el segle xviii va haver dos fenòmens socials que van afectar les terres de Miranda. Un d'ells va ser la fundació de la Reial Fàbrica de Sargadelos, al municipi de Cervo, lloc del qual van sortir els maons que van servir per a construir els forns de les mines de Vilaoudriz. L'altre factor que va condicionar la vida d'aquestes terres va ser, ja en el segle xix, l'inici de l'explotació dels jaciments de limonita per part d'una societat basca, explotació que va continuar fins a la guerra civil espanyola (1936-39). La importància d'aquesta activitat va fer que es construís un ferrocarril que es va posar en funcionament en 1905 per a transportar el mineral cap al port de Ribadeo.
Finalment, esmentar que a principis del segle xix el terme apareixia dividit en tres ajuntaments: Conforto, Miranda i Vilameá, passant a ser dos a partir de 1845: Vilaoudriz i Vilameá. Aquest últim va canviar el seu nom pel de Puente Nuevo en l'any 1950, i poc després (1963) es va aprovar la fusió dels ajuntaments de Villaodrid i Puente Nuevo, passant a denominar-se Puente Nuevo Villaodrid. El 9 de juny de 1979 es va acordar la denominació actual: A Pontenova.

## Personatges il·lustres
- José María Díaz y Díaz Villaamil, diputat per Lugo el 1936.
- Jesús Vázquez Gayoso, ministre republicà a l'exili.